# Herbert Yost

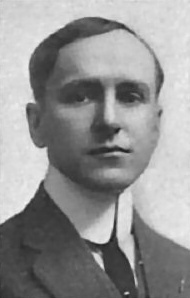
Herbert Yost (1911)

Herbert Yost  (8 de diciembre de 1879 – 23 de octubre d 1945) fue un actor estadounidense de la etapa del cine mudo. Apareció en 91 películas entre 1908 y 1934.
Nació en Harrison, Ohio y murió en Nueva York.

## Filmografía Seleccionada
- The Golden Louis  ( 1909 )
- At the Altar ( 1909 )
- What happened to Mary ( 1912 )
- The Man Who Disappeared ( 1914 )